# Mark Durkan
Mark Durkan (né le 26 juin 1960) est un homme politique nationaliste d'Irlande du Nord. Il est vice-premier ministre d'Irlande du Nord de novembre 2001 à octobre 2002, et chef du Parti social-démocrate et travailliste (SDLP) de 2001 à 2010 ,.

## Jeunesse
John Mark Durkan est né à Derry, son père, Brendan, est inspecteur du district de la Police royale de l'Ulster à Armagh . Il est élevé par sa mère, Isobel, après que son père ait été tué dans un accident de la route en 1961. Il fait ses études à l'école primaire St. Patrick et au Collège St. Columb, où il est préfet en chef.
Il étudie la politique à l'Université Queen's de Belfast (QUB), puis suit un cours de troisième cycle à temps partiel en gestion des politiques publiques à l'Université d'Ulster à Magee . Pendant son séjour à QUB, Durkan est vice-président de l'Union des étudiants de 1982 à 1983. Il est également élu vice-président de l'Union des étudiants d'Irlande de 1982 à 1984.

## Carrière politique
Il s'engage en politique en 1981 lorsqu'il devient membre du Parti social-démocrate et travailliste. En 1984, il travaille pour John Hume  comme assistant à Westminster. Il devient une figure clé dans l'organisation des campagnes électorales partielles pour Seamus Mallon et Eddie McGrady dans les années 1980.
En 1990, Durkan est président du SDLP, poste qu'il occupe jusqu'en 1995. Il est un membre clé de l'équipe de négociation du parti dans la perspective de l'Accord du Vendredi saint. À la suite de l'Accord, il est élu à l'Assemblée d'Irlande du Nord en 1998, et devient membre de l'Exécutif d'Irlande du Nord comme ministre des Finances et du Personnel. Il occupe ce poste jusqu'en 2001, date à laquelle il remplace Seamus Mallon en tant que vice-premier ministre. Il est également élu chef du SDLP la même année.
Durkan est réélu à l'Assemblée lors des élections de novembre 2003. Cependant, l'Assemblée et l'Exécutif restent suspendus. Aux élections générales de 2005, il conserve le siège de Foyle à Westminster pour le SDLP. En retrait du score de Hume, Durkan l'emporte toutefois avec une majorité confortable, malgré un important effort du Sinn Féin pour gagner le siège. Il recueille 21 119 voix, soit 46,3 % du total.
Durkan annonce son intention de se retirer de la direction du SDLP en septembre 2009  afin de se concentrer sur sa carrière parlementaire. Il est remplacé en tant que chef par Margaret Ritchie en février 2010. Il est membre du British-American Project.
Il rejoint le Fine Gael en mars 2019 pour se présenter aux élections européennes de 2019 pour Dublin, mais ne réussit pas à obtenir un siège. Il s'est maintenant retiré de la politique de première ligne, mais reste un membre actif et un partisan du SDLP .

## Famille
Lui et sa femme Jackie ont un enfant, Dearbháil. Son neveu Mark H. Durkan est député du SDLP pour Foyle à l'Assemblée d'Irlande du Nord.